# Báňský záchranář

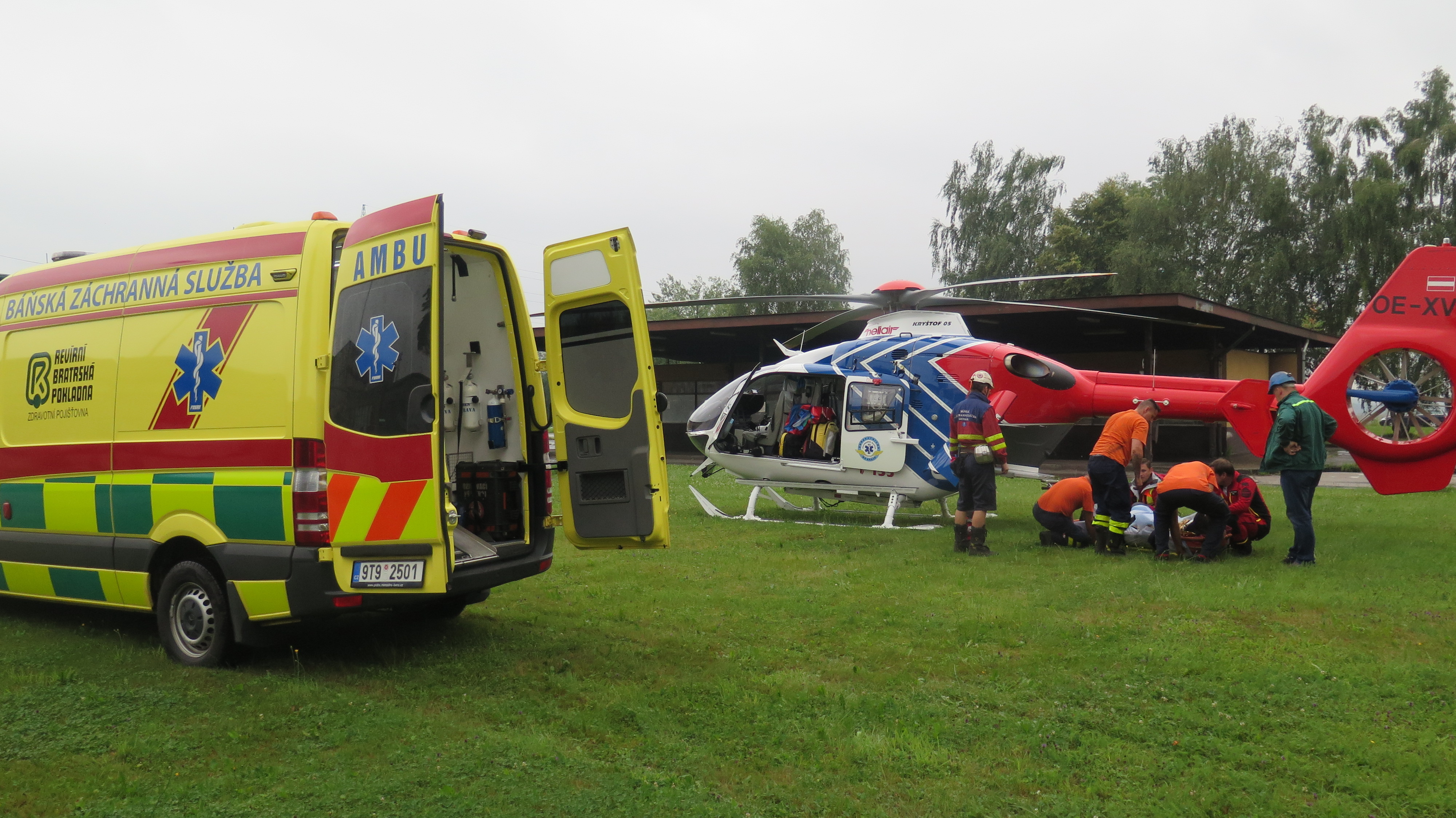
Součinnost HBZS Ostrava při zásahu s LZS.

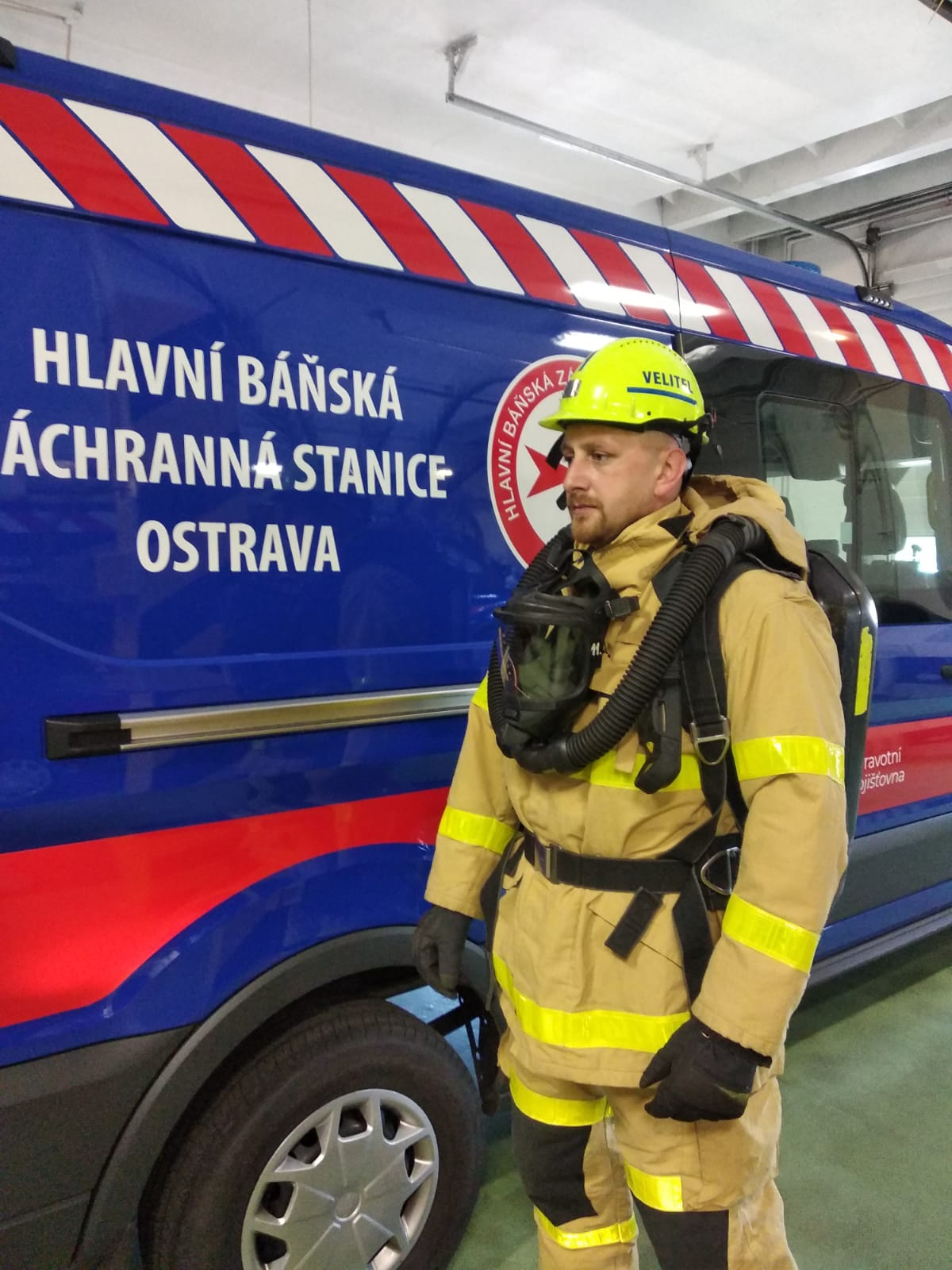
Báňský záchranář

Báňský záchranář je vyškolená osoba, která je nápomocná při likvidací důlních nehod (otřesy, požáry, výbuchy metanu nebo uhelného prachu, průtrží plynů a hornin, průvaly vod a tekoucích písku), nebo při poskytování první pomoci pracovníka v dole. Provádí činnost při záchraně lidských životů a majetku v podzemí a na povrchu.

## Historie báňského záchranářství na území České republiky

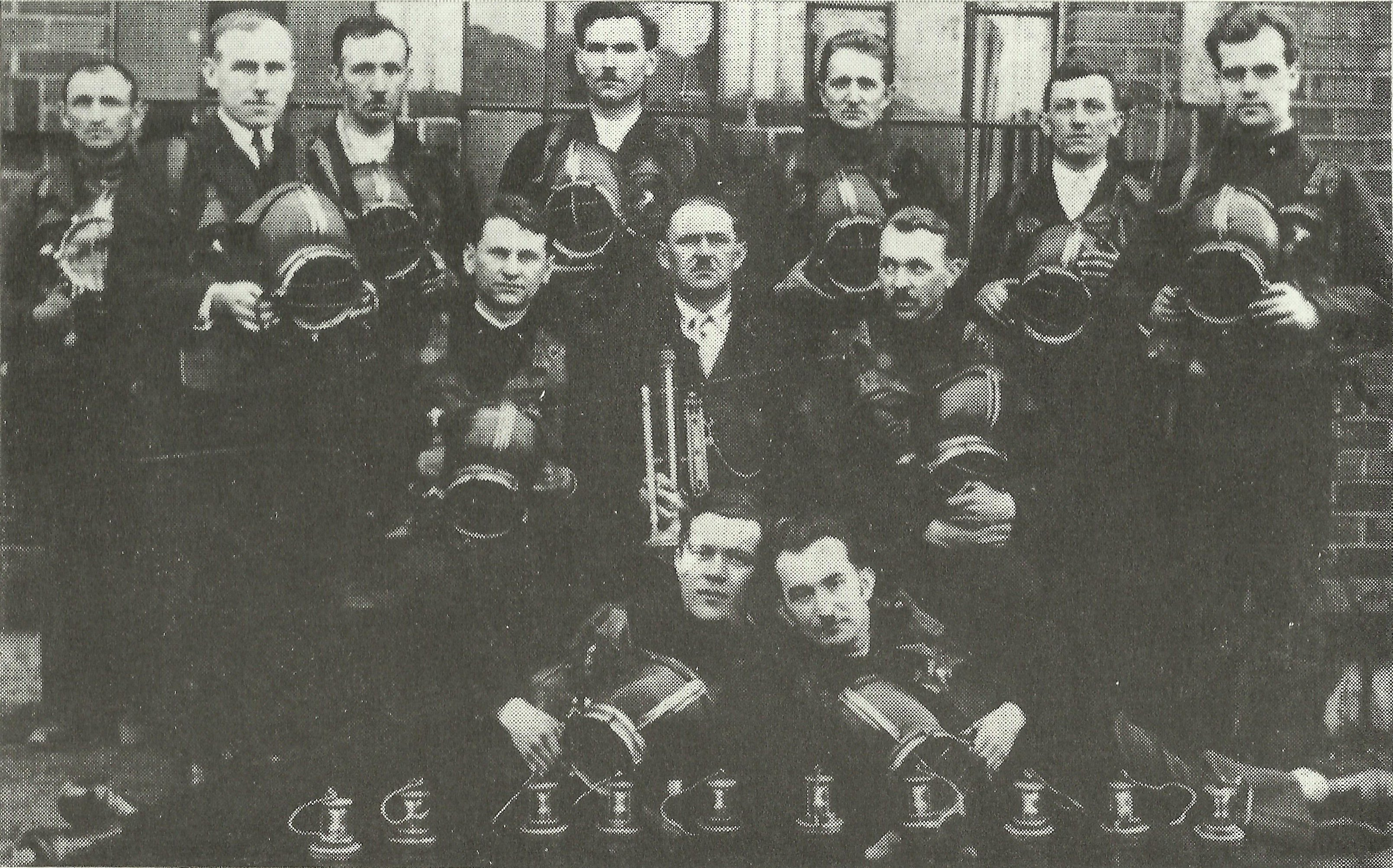
Báňští záchranáři Horní Suchá 1938

Báňská záchranná služba má na území České republiky dlouholetou tradici, která sahá až do devadesátých let devatenáctého století, kdy započaly práce horníků s různými pomůckami v nedýchatelném prostředí. Letopočet 1897 se připomíná jako rok vzniku organizované a předpisem nařízené báňské záchranné služby, kdy byla založena Báňská záchranná služba Rakousko-uherské monarchie. Nařízení c.k. báňského hejtmanství ve Vídni z 6. dubna stanovuje opatření na ochranu postižených horníků a majetku pro případ výbuchu třaskavých plynů, uhelného prachu nebo požáru v jámě a na dolech OKR (Ostravsko-karvinský revír). Dále nařizuje zřízení záchranné stanice na povrchu v blízkosti jámy, počet dýchacích přístrojů a elektrických svítidel (ty musí splňovat množství 5 % počtu nejsilnější obsazené směny), dále byl doporučen typ dýchacího přístroje Pneumotophor od firmy Waldech, musí být vycvičen dvojnásobný počet zaměstnanců v používání dýchacího přístroje než je počet dýchacích přístrojů.
Nařízení c.k. báňského hejtmanství ve Vídní z 23. června 1908 nařizuje zřízení ústředních báňských záchranných stanic. První ústřední báňská záchranná stanice vznikla na Kladensku na Dole Jan v Libušíně již v roce 1907, první schválená ústřední báňská záchranná stanice v OKR vznikla na Dole Vilém pro doly v majetku Severní dráhy Ferdinandovy 6. září 1911 a první moderní ÚZS s šestinedělním školením nováčků byla zřízená v roce 1912 a schválená 18. dubna 1914 v Lazích.

## Báňský záchranář
Báňským záchranářem se může stát jen ten, kdo dosáhl věku 21 let a je zdravotně způsobilý pro práce v báňském sboru, má nejméně dvouletou odbornou praxi v hornické činnosti, absolvoval základní školení a praktický výcvik pro báňské záchranáře a úspěšně vykonal závěrečnou zkoušku z báňského záchranářství na hlavní báňské záchranné stanici. Musí složit slib báňského záchranáře do rukou ředitele hlavní báňské záchranné stanice. Dále je nutné, aby uchazeč měl středoškolské vzdělání ukončené maturitním vysvědčením a je nutno doložit výpis z trestního rejstříku o bezúhonnosti uchazeče (toto je nutné pokud se bude chtít stát profesionálním báňským záchranářem na Hlavní báňské stanici Ostrava).
V roce 2015 byly na území Česka čtyři hlavní báňské záchranné stanice: HBZS Ostrava, HBZS Hodonín, HBZS Most, HBZS Praha a tři samostatné Závodní báňské záchranné stanice: Dolní Rožínka, Hamr a Odolov.

## Slib záchranářů
„Já, báňský záchranář, slibuji na svou čest a svědomí, že budu vždy čestným, ukázněným a poslušen příkazů svých nadřízených. Budu zachovávat mlčenlivost ve služebních věcech. Ze všech sil budu pomáhat při záchraně lidských životů a majetku při závažných provozních nehodách. Při svém jednání budu mít na zřeteli především zájmy společnosti.“

## Báňská ocenění

### Záchranářský záslužný kříž
Jde o resortní medaili, která je udělována za výjimečné zásluhy při záchraně života nebo majetku. Může být udělena i za zvláštní zásluhy o zvýšení odborné úrovně báňské záchranné služby, nebo záchranářské taktiky, a to při splnění podmínky 10 let činnosti v báňské službě. Záchranářský záslužný kříž může být bronzový, stříbrný nebo zlatý.

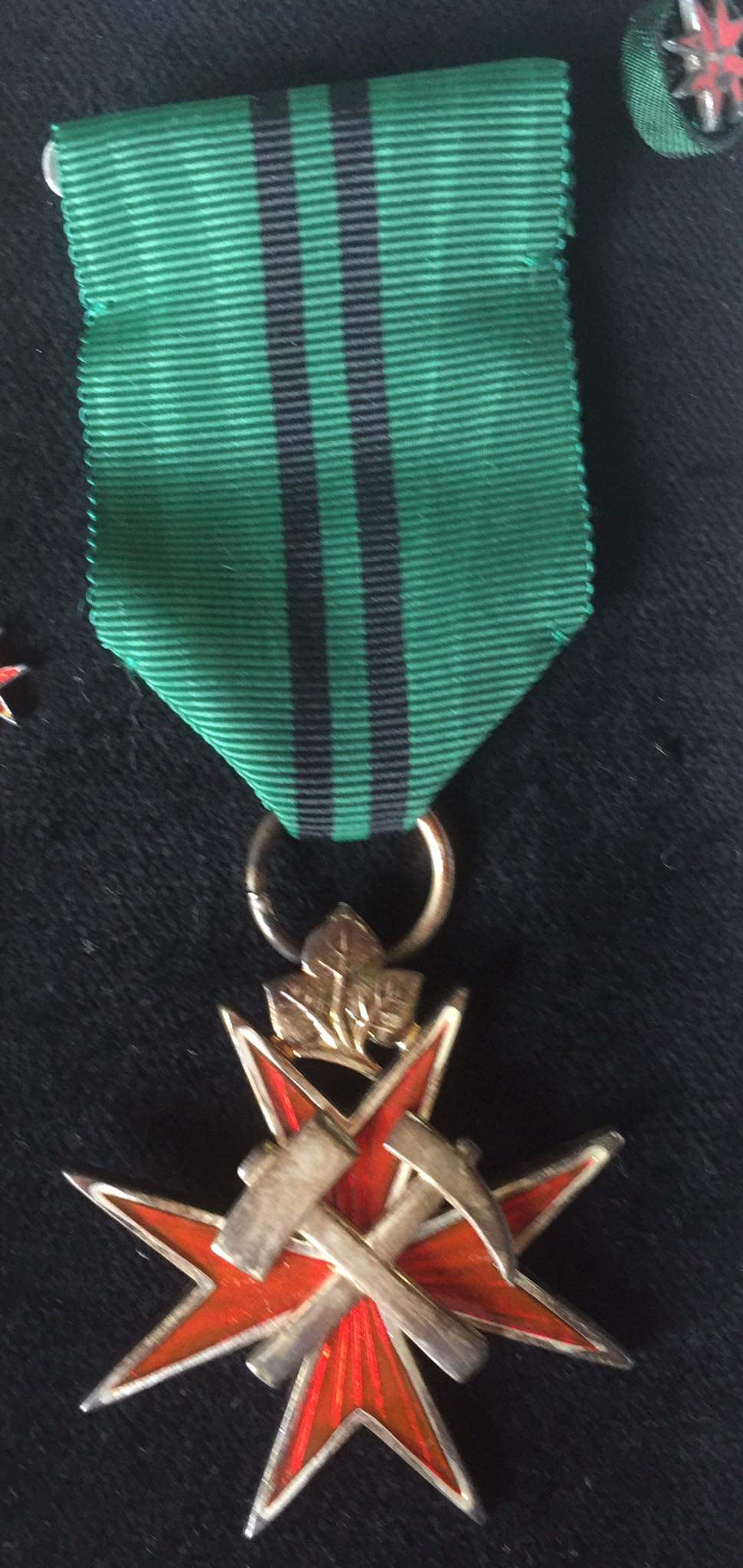
Záchranářský záslužný kříž (stříbrný)

Medaile uděluje a předává předseda Českého báňského úřadu.

### Specializace báňských záchranářů
- Specializace – lékař záchranář. Jelikož báňská záchranná stanice poskytuje odbornou lékařskou první pomoc v podzemí, fárá i do dolu lékař. Je definován jako lékař s kvalifikací báňského záchranáře s předepsanou lékařskou atestaci danou předpisy Ministerstva zdravotnictví ČR.[2]
- Specializace – zdravotnický záchranář je zdravotnický pracovník nelékařského zdravotnického povolání, který vykonává činnosti podle vyhlášky č.55/2011 sb., o činnostech zdravotnických pracovníků a jiných pracovníků, v § 17 a 109, dále absolvoval základní školení a praktický výcvik pro báňské záchranáře a úspěšně vykonal závěrečnou zkoušku z báňského záchranářství na hlavní báňské záchranné stanici a dále složil slib do rukou ředitele báňské záchranné stanici.[2]
- Specializace – záchranář pro urgentní medicínu – nový obor specializačního vzdělávání zdravotnických záchranářů. Zakončen atestační zkouškou dle § 60 zákona č. 96/2004 Sb, dále absolvoval základní školení a praktický výcvik pro báňské záchranáře a úspěšně vykonal zkoušku z báňského záchranářství na hlavní báňské záchranné stanici a dále složil slib do rukou ředitele báňské záchranné stanici.[2]
- Specializace – báňský záchranář – zdravotník. Uchazeč musí absolvovat akreditovaný (na který musí být doporučen a vyslán vedením HBZS Ostrava) kurz řidič dopravy nemocných, raněných a rodiček a v dalším stupni absolvuje akreditovaný kurz řidiče RZP (rychlá zdravotnická pomoc). Tímto získá osvědčení o odborné způsobilosti k výkonu zdravotnického povolání pod odborným dohledem. Zdravotníci HBZS Ostrava, kteří slouží v týdenní pohotovosti na stanici (řidič, dva zdravotníci a lékař) vyjíždějí k pracovním úrazům pracovníků v dole spolu se sloužícím lékařem fárají na místo mimořádné události a jsou plně nápomocní při vyšetřování a ošetřování postiženého.[2]
- Specializace – báňský záchranář – lezec. Lezeckou činnost může vykonávat jen báňský záchranář, který absolvoval nejméně desetidenní základní školení a praktický výcvik pro lezce na HBZS a prokázal svou odbornou způsobilost úspěšně vykonanou zkouškou z lezectví. Lezec si udržuje lezeckou kvalifikaci tím, že jednou za čtvrtletí absolvuje školení a praktický výcvik zaměřený na používání lezecké techniky. Četařem v oddílu báňských lezců může být jen záchranář lezec, který má kvalifikaci četaře záchranáře a absolvoval speciální výcvik v používání horolezecké techniky nebo průmyslového lezectví v délce 40hodin a úspěšně vykonal zkoušku z používání této techniky a má akreditaci k seznamování uživatelů s používáním OOPP proti pádu, a dále slaňovacích a záchranných zdvihacích zařízení (Kendler, Rollglis, Trojnožka – UCL). Má nejméně dvouletou praxi lezce, z toho alespoň roční praxi v důlních podmínkách.[2]
- Specializace – báňský záchranář – potápěč. Potápěčskou činnost může vykonávat jen báňský záchranář, který absolvoval nejméně desetidenní základní školení a praktický výcvik pro potápěče na HBZS (nebo v rámci pořádaných výcviků na určené lokalitě) a prokázal svou odbornou způsobilost úspěšně vykonanou zkoušku z potápění. Četařem v oddílu báňských záchranářů potápěčů může být jen záchranář potápěč, který absolvoval také speciální výcvik v používání potápěčské techniky v délce 40 hodin na HBZS Ostrava (nebo v rámci pořádaných výcviků na určené lokalitě) a úspěšně vykonal zkoušku z používání této techniky, tuto zkoušku opakuje každé tři roky. Má nejméně tříletou potápěčskou praxi a kvalifikaci četaře záchranáře.[2]
- Specializace – báňský záchranář – mechanik. Mechanikem může být jen zaměstnanec, který absolvoval základní školení a praktický výcvik pro báňského záchranáře a desetidenní praktický výcvik mechanika na hlavní báňské záchranné stanici zakončený úspěšně vykonanou zkouškou. Dále si může rozšířit odbornost a stát se mechanikem oddílu báňských lezců nebo se může stát mechanikem oddílu báňských potápěčů.
- Specializace – báňský záchranář – četař. Četařem může být jen báňský záchranář s nejméně tříletou záchranářskou praxi, který absolvoval školení četaře na hlavní báňské záchranné stanici v délce 8 vyučovacích hodin a úspěšně vykonal zkoušku z báňského záchranářství, tuto zkoušku opakuje každé tři roky.[2]
- Specializace – báňský záchranář – velitel důlní základny. Velitel základny (důlní, nebo povrchové) řídí činnost báňských záchranářů přidělených na základnu (místo odkud odcházejí záchranáři do akce) a má alespoň kvalifikaci četaře. Je podřízen VZS a plní jeho příkazy předané přímo nebo zprostředkovaně a zajišťuje jejich splnění na přidělené základně a příslušných pracovištích. Je přímo nadřízen všem záchranářům přidělených na základnu.[2]
- Specializace – báňský záchranář – velitel záchranných sborů. Je to osoba která řídí a organizuje činnost všech báňských záchranářů při záchranářské akci (většinou je to velitel dané závodní báňské záchranné stanici – ZBZS).[2]
- Specializace – vedoucí likvidace havárie (nemusí být báňský záchranář). Je to osoba která řídí práce na zdolávání a odstraňování jejich následků při likvidace havárie, jehož práva a povinnosti stanovuje vyhláška – ČBÚ č. 71/20002 Sb.[2]

## Osobnosti Báňské záchranné služby
Ing. Lubomír Hájek
Petr Faster
Profesor Roman Makarius
Miroslav Hanus
Ing. Jaroslav Šebesta
Ing. František Papřok
Ing. Václav Pošta